# Friedrich Hansmann

Friedrich Hansmann

Otto Friedrich Gustav Hansmann (* 30. Mai 1769 in Berlin; † 4. Mai 1836 ebenda) war ein deutscher Dirigent und Chordirektor des durch ihn gegründeten Gesanginstitutes in Berlin. Hansmann wurde deshalb zum Ehrenbürger Berlins ernannt.

## Leben
Hansmann wurde 1769 als Sohn eines Berliner Kantors geboren und besuchte das Gymnasium. Nach dem Abitur entschied er sich für eine Beamtenlaufbahn, die ihn in das Berliner Finanzministerium führte. In seiner Freizeit widmete er sich der Musik. Kurz nach dem Abitur wurde er Aufseher in der Italienischen Oper zu Berlin und später ihr Direktor. 
Von 1792 bis 1793 war er Mitglied der Sing-Akademie zu Berlin.
Ab 1798 war er Organist der Petrikirche.
Im Jahr 1804 gründete er ein Gesanginstitut, das er über 30 Jahre lang leitete und das während dieser Zeit viele Oratorien und Kantaten in der Garnisonkirche aufführte. Diese Veranstaltungen waren fester Bestandteil des Berliner Musiklebens der damaligen Zeit. Hansmann stiftete seine Erlöse sozialen Einrichtungen Berlins, die ihn zum fünfundzwanzigjährigen Bestehen des Chores 1829 zum Ehrenbürger ernannte. 
Er gehörte der Berliner Freimaurerloge Zum Widder an.

## Weblink
- Kurzbiografie von Friedrich Hansmann

| Personendaten    | Personendaten                                        |
| ---------------- | ---------------------------------------------------- |
| NAME             | Hansmann, Friedrich                                  |
| ALTERNATIVNAMEN  | Hansmann, Otto Friedrich Gustav (vollständiger Name) |
| KURZBESCHREIBUNG | deutscher Dirigent und Chordirektor                  |
| GEBURTSDATUM     | 30. Mai 1769                                         |
| GEBURTSORT       | Berlin                                               |
| STERBEDATUM      | 4. Mai 1836                                          |
| STERBEORT        | Berlin                                               |